# Paramicrodeutopus schmitti
Paramicrodeutopus schmitti är en kräftdjursart som först beskrevs av Robert Alan Shoemaker 1942.  Paramicrodeutopus schmitti ingår i släktet Paramicrodeutopus och familjen Aoridae. Inga underarter finns listade i Catalogue of Life.